# Ioan Corodan
Ioan Corodan (n. 13 august 1960, Comuna Medieșu Aurit, Satu Mare) este un fost senator român în legislatura 2004-2008 ales în județul Maramureș pe listele partidului PRM. Ioan Corodan a fost validat ca senator pe data de 9 ianuarie 2006 și l-a înlocuit pe senatorul Liviu-Doru Bindea. Ioan Corodan a devenit senator independent din februarie 2007. În cadrul activității sale parlamentare, Ioan Corodan a fost membru în grupurile parlamentare de prietenie cu Republica Turkmenistan și Regatul Maroc. Ioan Corodan a înregistrat 179 luări de cuvânt în 70 de ședințe parlamentare și a inițiat 32 de propuneri legislative, din care 6 au fost promulgate legi. Ioan Corodan a fost membru în următoarele comisii: 
- Comisia pentru muncă, familie și protecție socială (din mai 2007) - Secretar;
- Comisia pentru cercetarea abuzurilor, combaterea corupției și petiții (feb. - mai 2007);
- Comisia pentru drepturile omului, culte și minorități (feb. 2007);
- Comisia pentru muncă, familie și protecție socială (până în feb. 2007).